# تكون العاج المعيب
تَكَوُّنُ العَاجِ المَعيب هو اضطراب وراثي أثناء تكون السن، هذا الاضطراب عبارة عن خلل في النسيج العاجي الذي يؤدي إلى جعل الأسنان شفافة ويغير لونها إلى اللون الأزرق-الرمادي في معظم الحالات، أو اللون الأصفر-البني في حالات أخرى، مما يعطي الأسنان منظرًا غميمًا. تكون الأسنان هنا أضعف من الطبيعي وأكثر عرضةً للاهتراء والكسر والفقدان، وهذه المشاكل تؤثر في الأسنان اللبنية والدائمة، وهي تنتج عن وراثة الصبغ الجسدي المسيطر،أي أن نسخة واحدة من الجين المغير في كل خلية كافية للحصول على هذا الاضطراب، والذي يؤثر في 1 من 6000 إلى 8000 شخص.

## الأنواع

### النوع الأول
اضطراب العاج المعيب مصاحبًا لبعض العيوب السنية المتشابهة، وعادةً ما تكون خلة في الصبغ الجسدي المسيطر مع تغير في التعبير الوراثي، ولكن قد يكون متنحي إذا كان مصاحبًا للنوع المتنحي من تكون العظام الناقص.

### النوع الثاني
يحدث هذا النوع من دون أي أمراض وراثية أخرى، وعادةً ما يكون صبغ جسدي مسيطر الخلة، بعض العائلات المصابة بالنوع الثاني لديهم فقدان للسمع المترقق والذي يسمى أيضًا بالعاج الغميم المتوارث.

### النوع الثالث
هذا النوع نادر، تكون الخاصية المسيطرة هنا هي التيجان الجرسية الشكل خصوصًا بالأسنان الدائمة. على خلاف النوع الأول والثاني ففي هذا النوع تكون الأسنان صدفية الشكل ويتعدد انكشاف لب الأسنان.
إن طفرة في جين الDSPP تسبب إصابة المرضى بالنوع الثاني والثالث، أما الأول فيحدث كجزء من تكون العظام الناقص.

## الأعراض السريرية
الأعراض السريرية متغيرة، ولكن الأسنان التي عادة ما تكون مشمولة ومتأثرة بقوة هي الأسنان اللبنية في النوع الأول، بينما في النوع الثاني الأسنان اللبنية والدائمة مصابة بالتساوي. يكون لون الأسنان من رمادي إلى أصفر، وتظهر الأسنان بألوان شفافة وغميمة.
في معظم الحالات تفقد الميناء باكراً نتيجة لفقدان النتؤات الموجودة على الموصل السني المسنائي، ومع كل هذا فإن الأسنان ليست أكثر عرضة للتسوسفوق المعدل الطبيعي.
بعض مرضى تكوُّن العاج المعيب سيعانون من تعدد خراج حوائط الذروة، والتي تحدث نتيجة الانسداد اللبي أو الانكشاف اللبي الذي يكون سببه الاهتراء الكلي ؛ مما يؤدي إلى الاختناق اللبي، هؤلاء المرضى يحتاجون لجراحة قميه لإنقاذ الأسنان المتأثرة.

## سمات التصوير الإشعاعي
النوع الأول والثاني يبيّنان انسدادًا كليًا في الحجرة اللبية، أما النوع الثالث يبين عاجًا رفيعًا جدًا وحجرة لبية هائلة، وتسمى هذه الأسنان بالأسنان الصدفية.

## الأنسجة
تظهر النبيبات العاجية غير منتظمة وأكبر قطرًا، ويشاهد أيضًا مناطق من المطرس غير المتكلس، وفي بعض الأحيان قد نشاهد أرومة الخلية السنية في العاج.

## العلاج
تعد العناية الوقائية والترميمية والتجميلية مهمة، حيث أن معظم الحالات تتطلب تغطية كاملة للتيجان للمظهر التجميلي، وأيضًا لمنع زيادة الاهتراء. نوع آخر من العلاج هو الإلصاق؛ أي إلصاق ميناء فاتحة على الميناء الضعيفة، ومع الكثير من العلاج لهذا الإلصاق تصبح الأسنان أكثر بياضًا، ولكن تبقى الأسنان من الداخل كما هي.
و نتيجة لضعف الأسنان فإن الكثير من الإجراءات التجميلية لا يمكن استعمالها مثل: التقويم والجسور، والتي يمكن أن تؤدي إلى زيادة التلف بدلًا من إصلاحه. ومن الجدير بالذكر أن تبييض الأسنان يمنع في مثل هذه الحالات؛ لأن تغير لون الأسنان سببه الأساسي هو العاج الأصفر البني، والتبييض غير كاف لتظهر الأسنان بشكل طبيعي بالحالات ذات تغير اللون الملحوظ، رغم أن بعض المصابين بتكوّن العاج المعيب قد نجحوا بتبييض أسنانهم .